# Moustapha Allouch
Pour les articles homonymes, voir Allouch.
Moustapha Allouch (né en 1958) est un homme politique libanais.
Adolescent, il combat auprès des forces palestiniennes lors de deux premières années de la Guerre du Liban, en tant que marxiste communiste extrême gauche avant d'entamer des études de médecine après un séjour de quelques mois en France, à l'Université américaine de Beyrouth et aux États-Unis.
Il intègre le Courant du Futur de Rafiq Hariri en 1998 et en 2005, il devient député sunnite de Tripoli sur la liste de l'Alliance du 14 Mars. Il ne se représente pas aux élections de 2009, mais rejoint en 2010 le bureau politique du Courant du Futur. Très critiqué par ses anciens camarades de gauche pour son grand revirement du marxisme .
Il se fait remarquer à partir de l'été 2006 par des positions radicalement opposées au Hezbollah chiite.il est accusé par le régime syrien de soutenir la rébellion armée syrienne au moyen de la fourniture d'armes à l'Armée de la Syrie Libre.

## Carrière politique
Allouch est un membre actif du mouvement du Futur depuis 1997. Après avoir obtenu le plus grand nombre de voix aux élections municipales de Tripoli en 2004, il s'est vu proposer un siège au Parlement lors des élections législatives de 2005. Il s'est présenté sous l'étiquette du Mouvement du futur dans le cadre de l'Alliance du 14 mars au lendemain de l'assassinat du Premier ministre Rafic Hariri. Il a représenté la circonscription de Tripoli au Parlement de 2005 à 2009.
Allouch est également critiqué par les gauchistes et les progressistes libanais pour son appartenance à un parti de centre-droit au sein du Courant du futur, mais il est connu pour défendre activement les idéaux sociaux-démocrates et progressistes au sein de son parti et de l'Alliance du 14 mars.
Il devient vice-président du réseau libéral Al Hurriya en mars 2021.